# A 2016-os év időjárása Magyarországon
A 2016-os év időjárása Magyarországon a sokéves átlagnál magasabb középhőmérsékletet hozott. Kiemelkedett a rendkívül meleg február, mely 1901 óta a legmagasabb február havi középhőmérsékletet hozta. Az évi csapadékmennyiség jóval, 17 %-kal meghaladta a szokásosat. A szél a megszokottnál gyengébb volt, különösen kevés viharos napot észleltek az évben. A napsütéses órák száma, a globálsugárzás és a levegő átlagos nedvességtartalma is kissé felülmúlta a sokévi átlagot.

## Hőmérséklet
A Földön a 2016-os év volt az addigi legmelegebb. Az évi középhőmérséklet Magyarországon is meghaladta az 1981-2010 közötti sokéves átlagot (0,8 °C-kal), de a 11,13 °C-os érték hazánk esetében „csak” a 11. legmagasabb volt 1901 óta (mivel ezt később a 2017-es és a 2018-as érték is felülmúlta, így az év a 13. helyre esett vissza). Az évi középhőmérséklet szintén 0,8 °C-kal maradt el az addigi legmelegebb, 2014-es évitől. A legmelegebb területek Dél-Baranyában és Bajától délre voltak, ahol az évi középhőmérséklet meghaladta a 12 °C-ot, míg a magasabb hegységekben a 10 °C-ot sem érte el.
Mindössze négy hónap középhőmérséklete volt alacsonyabb az átlagnál, ebből a decemberé 1,13 °C-kal, az októberé pedig 1,09 °C-kal maradt alatta az 1981-2010 közötti értékeknek. A legnagyobb pozitív eltérést a február (+5,1 °C, 1901 óta a legmelegebb február), valamint a szeptember mutatta (+2,01 °C, 1901 óta a 12. legmelegebb szeptember). Bár az április és a június ennél kisebb mértékben, kb. 1,5 °C-kal múlta felül az átlagot, ezek a hónapok mégis a 16. illetve a 10. legmelegebb helyét foglalták el az 1901 óta eltelt áprilisok illetve júniusok között.
|           | január | február | március | április | május | június | július | augusztus | szeptember | október | november | december | 2016  |
| havi khm. | -1,0   | 5,7     | 6,7     | 12,5    | 15,9  | 20,5   | 21,9   | 20,1      | 17,9       | 9,4     | 4,8      | -0,9     | 11,13 |
| eltérés   | 0,0    | 5,1     | 1,4     | 1,5     | -0,3  | 1,5    | 0,8    | -0,4      | 2,0        | -1,1    | 0,2      | -1,1     | 0,8   |

2016 januárjának havi középhőmérséklete megfelelt a sokévi átlagnak, a hónap első és harmadik negyede valamivel hűvösebb, második és negyedik negyede valamivel melegebb volt annál. Január 23-án mérték az év legalacsonyabb hőmérsékletét, -18,5 °C-ot Mihálygergén. A január végi felmelegedés folytatódott az 1901 óta minden korábbinál melegebb februárban. A havi középhőmérséklet az egész országban 0 °C felett alakult, a Tiszántúlon 5-6 °C-kal az 1981-2010 közötti átlagok felett. A napi középhőmérséklet az egész hónapban meghaladta a sokéves átlagot, 2-án, 9-én, 22-én és 23-án több, mint 8 °C-kal volt melegebb az ilyenkor megszokott hőmérsékletnél. Sorban dőltek meg a napi középhőmérséklet és napi minimumhőmérséklet maximumának rekordjai. A hónap végén egy hidegfront miatt sokéves átlag környékére esett vissza a hőmérséklet.
A meleg februárhoz képest a március középhőmérséklete alig 1 °C-kal volt magasabb, de még így is 1,35 °C-kal a sokéves márciusi átlag felett alakult. A hónap elején több fokkal az átlag feletti napi középhőmérsékletek voltak, majd az átvonuló frontok miatt egy kisebb visszaesés következett be. Az utolsó néhány napra egy újabb felmelegedés volt jellemző. Az április átlagban meghaladta az ilyenkor szokásos havi középhőmérsékletet, ám ez időben igen nagy eltéréseket mutatott. Az első három hétben jóval az átlag felett alakultak a napi értékek, rekordok dőltek meg. Ám ezt követően jelentősen, akár több mint 5 °C-kal a sokéves átlag alá estek vissza. Április 21-én a Nyírségben, a Kiskunságban és az északi országrészben, a hónap utolsó napjaiban pedig a Dunántúlon okozott jelentős károkat a fagy. A május középhőmérséklete kismértékben elmaradt az 1981-2010 közötti átlagtól, a hónap első fele még átlag körüli napi értékeket hozott, ám végén egy hidegfront miatt 5-6 °C-kal az átlag alá estek a napi középhőmérsékletek. Zabaron május 17-én 43 éves rekord dőlt meg, amikor -1,2 °C-ot mértek. A hónap utolsó napjai ismét átlag feletti középhőmérsékletet mutattak.
2016 júniusa 1,5 °C-kal az átlag felett alakult, 20,5 °C volt havi középhőmérséklete. A hónap elején átlag körüli hőmérsékleteket lehetett mérni, a közepén beinduló felmelegedést azonban egy ciklon meggátolta. Ezután anticiklon alakította az időjárást, a napi hőmérsékletek 4-8 °C-kal az átlag felett alakultak. Június 23-26. között elrendelték a hőségriadó második fokozatát. a hónap végén egy újabb ciklon hidegfrontja okozott kisebb hőmérséklet-visszaesést. Júliusban ismét a sokéves átlag felett havi középhőmérsékletet lehetett tapasztalni, a középső és a déli országrészben 23 °C-ot is meghaladó havi átlaggal. Az év legmagasabb hőmérsékletét július 12-én Kecskemét K-pusztán mérték (36,9 °C). A hónap középső napjainak napi középhőmérséklete egy újabb ciklon viharzónája miatt 5-6 °C-kal az átlag alatt maradt, ám az utolsó néhány napban újabb felmelegedés indult meg. Az augusztus átlaga kissé elmaradt az 1981-2010 közötti normáltól, a hónap nagy részében az egymást követő frontok miatt a napi középhőmérsékletek átlag körül vagy alatt voltak. Csak az utolsó néhány napban indult felmelegedés.
Az ősz egy, a sokéves átlagnál 2 °C-kal melegebb szeptemberrel indult. Ebben az évben az hónap átlaghőmérséklete kb. 2 °C-kal meghaladta a májusét is, míg a sokéves átlagok alapján közel fél fokkal el szokott tőle maradni. A hónap anticiklonnal indult, de a 4-én érkező ciklon frontjai után még mindig sokéves átlag felett maradtak a napi értékek. Egy újabb anticiklon meleg, napsütéses, száraz időt okozott, ám a hónap végén gyors lehűlés érkezett, megjelentek a talaj menti fagyok is. A sokévi átlagnál 1 °C-kal hűvösebb október melegen indult, ám a 4-én átvonuló hidegfront mögött hideg levegő áramlott be, mely a hőmérséklet jelentős visszaesését okozta, hajnali fagyokkal. A hónap közepén átlag körüli, majd váltakozva hidegebb-melegebb időszak következett. A november középhőmérséklete megfelelt a várhatónak. A hónap elején ciklonok és anticiklonok váltották egymást, majd a közepén egy nagyobb anticiklon jelentős lehűlést eredményezett. Ezt követően újra az átlagok felett (akár 7 °C-kal) alakultak a napi középhőmérsékletek, majd az utolsó három napban újra az átlagok alá estek. December középhőmérséklete kb. 1 °-C-kal maradt el a sokévi átlagtól. A hónap elején az erős szél hideg, sarkvidéki eredetű levegőt hozott az országba, majd nyugodt, hideg, téli időjárás következett. 10-étől egy ciklon frontjai átlag fölé emelték a napi középhőmérsékleteket, ezután a Kárpát-medencét megülte egy hidegpárna, mely borult, ködös időt okozott. Karácsonytól ismét kicsivel az átlag feletti napi középhőmérsékletek voltak jellemzőek, kivéve az év két utolsó, hideg napját.
| nap                                          | 2016 | 1981-2010 |
| -------------------------------------------- | ---- | --------- |
| fagyos nap (0 °C alatti minimumhőmérséklet)  | 80   | 95        |
| téli nap (0 °C alatti maximumhőmérséklet)    | 23   | 27        |
| zord nap (-10 °C alatti minimumhőmérséklet)  | 5    | 10        |
| nyári nap (25 °C feletti maximumhőmérséklet) | 90   | 79        |
| hőségnap (30 °C feletti maximumhőmérséklet)  | 24   | 24        |
| forró nap (35 °C feletti maximumhőmérséklet) | 0    | 2         |

## Csapadék
A 2016-os év csapadékösszege 699 mm volt, ami 17%-kal haladta meg az 1981-2010 közötti átlagot. Ez volt 1901 óta a 21. legcsapadékosabb év. A legcsapadékosabb hónap a június volt, amikor 122,6 mm hullott országos átlagban (1901 óta a 4. legesősebb június), míg decemberben, a legszárazabb hónapban mindössze 3,76 mm. 1901 óta ez volt a második legszárazabb december. A sokéves átlagtól mégis a február tért el leginkább, az ekkor hullott 95 mm az e havi átlag 291%-át tette ki, ezzel 2016 februárja a legcsapadékosabb február lett 1901 óta. Az átlag közel kétszeresét a júniusé (193%), az októberé (185%) és a januáré (182%) is megközelítette, míg az átlagtól leginkább a december maradt el. Ekkor a megszokott csapadék mindössze 8%-a hullott, de a legcsapadékosabb helyeken sem érte el a mennyiség a sokéves átlag 40%-át. Áprilisban (44%, 1901 óta a 11. legszárazabb április) és szeptemberben (60%) is jelentősen elmaradt a havi átlagoktól.
|                    | január | február | március | április | május | június | július | augusztus | szeptember | október | november | december | 2016  |
| havi csapadék (mm) | 58,2   | 95,0    | 29,5    | 19,4    | 70,1  | 80,0   | 122,6  | 54,8      | 32,5       | 77,9    | 53,5     | 3,7      | 699,0 |
| az átlag %-a       | 182    | 291     | 85      | 44      | 113   | 110    | 193    | 89        | 60         | 185     | 109      | 8        | 117   |

A csapadék mennyisége igen nagy térbeli eltéréseket mutatott, különösen júniusban. A havi csapadékmennyiség ekkor ugyanis a békési Gyomaendrődön 228,7 mm (ebből 102,2 mm 26-án hullott), míg borsodi Sátán mindössze 3,5 mm volt. Az ország legcsapadékosabb területei ebben az évben is a Dunántúli-középhegység és az ország délnyugati szélei voltak, ahol az évi összeg elérte a 850 mm-t, meghaladva az átlag 120%-át. A rekordot Jávorkúton mérték (1020 mm). A Mosoni-síkságon, a Borsodi-medencében és a Tisza középső folyásának környékén volt a legkisebb az évi csapadékmennyiség, de ennek értéke 2016-ban mindenhol meghaladta az 500 mm-t. A legalacsonyabb értéket Rajkán mérték (535 mm). Az év legnagyobb napi csapadékösszegét július 13-án mérték Poroszlón, amikor 24 óra alatt 138,5 mm-nyi eső esett.
| Csapadék    | 2016 | 1981-2010 |
| ----------- | ---- | --------- |
| >0,1 mm     |      |           |
| >1 mm       | 90   | 86        |
| >10 mm      | 23   | 19        |
| >20 mm      | 7    | 5         |
| havas napok | 13   | 24        |

## Szél
A szél átlagsebessége Magyarországon 2016-ban 2-3,5 m/s között alakult, összességében a sokévi átlagnál kissé alacsonyabb volt. A legnagyobb havi átlagsebesség országos átlagban februárban és áprilisban (>2,7 m/s), a legalacsonyabb pedig szeptemberben (<1,7 m/s) volt mérhető. Budapest-Pestszentlőrinc állomáson szintén a december (109%), valamint a november (104%) az átlagnál szelesebb hónapok, a többi hónapban az átlaggal megegyező, vagy annál alacsonyabb értékek voltak jellemzőek. Az átlagtól leginkább a szeptember (71%) szélsebessége maradt el. Az évi átlagos szélsebesség az 1981-2010 évek átlagánál 8%-kal volt magasabb. A szeles napok száma csak februárban, a viharos napoké csak decemberben haladta meg az átlagot, évi összesítésben mindkettő jelentősen elmaradt attól. 2016-ban a májustól novemberig terjedő időszakban mindössze egy viharos nap volt, júliusban.
| időjárási elem                   | 2016 | 1981-2010 |
| -------------------------------- | ---- | --------- |
| szeles napok (széllökés >10 m/s) | 94   | 144       |
| viharos nap (széllökés >15 m/s)  | 14   | 38        |

## Napfénytartam
2016-ban a napsütéses órák száma (2267 óra) jelentősen, 18%-kal meghaladta az 1981-2010 közötti 2002 órás átlagot. Csak októberben (74%) és februárban (79%) sütött kevesebbet a nap a megszokottnál, míg decemberben közel kétszer annyit (195%). A legnaposabb a július és az augusztus volt, a havi napfénytartam ekkor megközelítette a 300 órát. Legkevesebbet, kb. 75 órát januárban és februárban sütött a nap. A napsütéses órák térbeli eloszlásában jól kirajzolódott egy északról dél felé megfigyelhető növekedés.

## További éghajlati elemek

### Globálsugárzás
A Napból közvetlenül és a légkörből szétszórtan érkező sugárzás összege 2016-ban kis mértékben meghaladta az 1981-2010 közötti átlagot. Értéke márciustól szeptemberig többnyire átlag felett alakult (kivéve május és júliust), míg leginkább októberben maradt el attól. Mindhárom nyári hónap sugárzási értéke meghaladta a 60000 J/cm²-t, de a legnagyobb nem a szokásos júliusi, hanem a júniusi adat volt. Decemberé épphogy elérte a 10000 J/cm²-t.

### Légnedvesség
Budapest-Pestszentlőrinc állomáson a levegő átlagos nedvességtartalma 2016-ban a sokévi átlag 104%-át tette ki. A legnagyobb nedvességtartalmat (>85%) januárban mérték, míg a levegő vízgőztartalma márciustól szeptemberig nem érte el a 70%-ot, áprilisban mindössze 60% volt. Az átlagtól felfelé leginkább az október (átlag 111%-a), lefelé pedig a december (átlag 96%-a) tért el..

### Légnyomás
Budapest-Pestszentlőrinc állomáson a tengerszintre átszámított légnyomás júniusig (különösen februárban) az 1981-2010-es évek átlaga alatt maradt, majd az év második felében az átlag felett alakult. A légnyomás értéke decemberben volt a legmagasabb (1031 hPa a szokásos 1020 hPa helyett). Az áprilisi átlagos légnyomás volt a legalacsonyabb, épphogy meghaladta az 1012 hPa-t.

## Rekordok
| Időjárási elem                      | Értéke | Helyszín                     | Időpont    |
| ----------------------------------- | ------ | ---------------------------- | ---------- |
| legmagasabb hőmérséklet (°C)        | 36,9   | Kecskemét, K-puszta          | július 12. |
| legalacsonyabb hőmérséklet (°C)     | -18,5  | Mihálygerge                  | január 23. |
| legmagasabb minimumhőmérséklet (°C) | 25,3   | Budapest, Állatkert          | június 25. |
| legtöbb évi csapadék (mm)           | 1009,7 | Miskolc-Lillafüred, Jávorkút | -          |
| legkevesebb évi csapadék (mm)       | 535,4  | Rajka                        | -          |
| legtöbb napi csapadék (mm)          | 138,5  | Poroszló                     | július 13. |
| legvastagabb hótakaró (cm)          | 28     | Kölesd Borjád, Zics          | január 7.. |
| legnagyobb évi napfényösszeg (óra)  | 2411,9 | Szeged külterület            | -          |
| legkisebb évi napfényösszeg (óra)   | 2152,2 | Kékestető                    | -          |